# Битва при Єлтеке
Битва при Єлтеке — битва, що відбулась 701 року до н. е. між військами ассирійського царя Сінаххеріба та об'єднаними силами міст Палестини за допомоги союзників з Єгипту. Ассирійці здобули перемогу. Про ту битву повідомляється у написах самого Сіннахеріба й у Біблії; про військову сутичку Сіннахеріба з єгиптянами згадував також Геродот (II, 141).

## Місце
Єлтеке згадується у списку міст, які отримав рід Дана (Нав. 1944). Точне місцезнаходження міста невідоме. Нині най вірогіднішим виглядає ототожнення з Телль-еш-Шалафом чи з Телль-Мелатом.

## Передумови
Битва стала частиною карального походу ассирійського царя проти міст Сирії, Фінікії та Палестини, що відокремились від Ассирії. Основними учасниками коаліції були міста Ашкелон та Екрон. У битві брали участь єгипетські війська під керівництвом Тахарки, фараона нубійської XXV династії. У той час Тахарка ще не був фараоном; можливо, юний вік не дозволяв йому фактично брати участь у битві і його командування мало лише номінальний характер.
Не зовсім зрозуміло, на якій стадії кампанії відбулась битва: можливо, то була остання й вирішальна битва. З іншого боку, існують і докази того, що битва при Єлтеке відбулась посеред походу: якщо вважати, що місцем битви дійсно був Телль-еш-Шалаф біля Екрона, то він розташований надто далеко на півночі, і єгипетські війська на змогли б прийти на допомогу союзникам. Окрім того, у біблійному оповіданні про облогу Єрусалима Сінаххерібом ассирійський посланець називав Єгипет «тростиною надламаною» ([[|ІІЦар.]] 1821): можливо, це натяк на те, що битва вже відбулась.

## Перебіг та наслідки
Битва при Єлтеке виявилась єдиною відкритою битвою під час кампанії, оскільки противники ассирійців рідко насмілювались зустрітись з ними на полі бою.
За деякими даними, Сінаххеріб захопив у полон і кількох синів ефіопського царя чи ж синів правителів Дельти.
Сучасні історики часто не схильні довіряти переможним реляціям Сінаххеріба та вважають битву або «нічийною», або навіть поразкою ассирійців. Галлахер припускав, що в результаті битви склалась «патова ситуація»: ассирійці не зазнали поразки, але мали серйозні втрати живої сили, а їхній бойовий дух був підірваний. Натомість, саме результат битви при Єлтеке дозволив ассирійцям захопити Екрон.